# Eva Gabor
Eva Gabor (Budapeste, 11 de fevereiro de 1919 — Los Angeles, 4 de julho de 1995), foi uma atriz húngara radicada nos Estados Unidos. Interpretou Liane d'Exelmans no clássico musical Gigi de 1958. Alcançou sucesso na televisão americana ao protagonizar a série Green Acres (Viver no Campo, em Portugal) ao lado de Eddie Albert. Era irmã das também atrizes Magda Gabor e Zsa Zsa Gabor. Morreu em 1995 de pneumonia. Sepultada no Westwood Village Memorial Park Cemetery.

## Casamentos
Eva Gabor casou-se cinco vezes e não teve filhos.
- Erik Drimmer (1939-1942)
- Charles Isaacs (1943-1949)
- John Williams (1956-1957)
- Richard Brown (1959-1972)
- Frank Gard Jameson (1973-1983)

## Filmografia
- Forced Landing (1941)
- New York Town (1941)
- Pacific Blackout (1941)
- Star Spangled Rhythm (1942)
- A Royal Scandal (1945)
- The Wife of Monte Cristo (1946)
- Song of Surrender (1949)
- Love Island (1952)
- Paris Model (1953)
- Captain Kidd and the Slave Girl (1954)
- The Mad Magician (1954)
- The Last Time I Saw Paris (1954)
- Artists and Models (1955)
- My Man Godfrey (1957)
- The Truth About Women (1957)
- Don't Go Near the Water (1957)
- Gigi (1958)
- It Started with a Kiss (1959)
- A New Kind of Love (1963)
- Youngblood Hawke (1964)
- The Aristocats (1970) (voz)
- The Rescuers (1977) (voz)
- Nutcracker Fantasy (1979) (voz)
- The Princess Academy (1987)
- The Rescuers Down Under (1990) (voz)
- The People vs. Zsa Zsa Gabor (1991) (documentário)